# 金帆
金帆（1941年—），遼寧大連人，中國UFO專家，曾任大连市UFO研究学会會長、中國UFO研究會常务理事、首屆世界UFO大会执行主席，現任世界华人UFO联合会常务副理事长。

## 生平
1941年出生於大連。就讀辽宁师范大学物理系。曾当过教员、厂长、医院院长。自從1979年開始關注不明飛行物。1984年，他辭去工作，專職從事研究不明飛行物現象。1984年成立大连市UFO研究学会；該組織1985年在大连召开中国首届UFO研讨会，2002年在大连召开首届世界华人UFO科学研讨会，2005年在大連召开首屆世界UFO大會。
金帆生平曾經兩次目擊過不明飛行物，分別是在1999年和2002年9月。
2001年3月，他受到美國探索頻道的專訪。2009年，他和王学恩、王志意及齐绍霖在普兰店市小张屯建立了中国民间第一座“UFO观测站”。

## 外部連結
- 【专家学者】金帆：世界华人UFO联合会-常务副理事长